# Cunco
Cunco ist eine Kommune im Süden Chiles. Sie liegt in der Provinz Cautín in der Región de la Araucanía. Sie hat 17.526 Einwohner und liegt ca. 53 Kilometer südöstlich von Temuco, der Hauptstadt der Region.

## Geschichte
Wie die gesamte Region Araukanien war auch das Gebiet der heutigen Kommune Cunco bis ins 19. Jahrhundert primär von den Mapuchen bewohnt. Aus deren Sprache, dem Mapudungun, entstammt auch der Name der Kommune, der etwa so viel bedeutet wie klares Wasser oder wo die Gewässer zusammenfließen. 1883 entstand auf dem Gebiet der Gemeinde im Zuge der Okkupation von Araukanien eine Befestigungsanlage, die von Gregorio Urrutia gegründet wurde. In der Folge war die Kommune Land- und Forstwirtschaftlich bedeutsam, weiterer Aufschwung und weitere Siedler kamen mit der Ankunft der Eisenbahn. Am 20. August 1918 wurde Cunco offiziell der Status einer Kommune zuerkannt.
1918 kam es auch zu einem weiteren wichtigen Ereignis in Cunco. Der argentinische Pilot Luis Candelaria landete sein Flugzeug auf einer Landebahn nahe der Ortschaft Cunco. Er war 2 Stunden und 30 Minuten zuvor in der argentinischen Stadt Zapala gestartet, somit war ihm die erste Andenüberquerung mit einem Flugzeug gelungen. Dabei hatte er über 4000 Höhenmeter erreicht. Heute erinnert ein Denkmal in Cunco an diese Leistung.

## Demografie und Geografie
Laut der Volkszählung aus dem Jahr 2017 leben in Cunco 17.526 Einwohner, davon sind 8765 männlich und 8761 weiblich. 50,5 % leben in urbanem Gebiet, der Rest in ländlichem Gebiet. Die Kommune Cunco besteht aus einer Vielzahl an Ortschaften, die wichtigste ist jedoch der gleichnamige Hauptort. Die Kommune hat eine Fläche von 1906,5 km² und grenzt im Norden an Vilcún, im Osten an Melipeuco und an Curarrehue, im Süden an Pucón und an Villarica und im Westen an Freire.
Die Ortschaft Cunco wird vom Río Allipén durchflossen. Dieser mündet bei Pitrufquén in den Río Toltén. Der Nordteil des Parque Nacional Huerquehue befindet sich in Cunco. Außerdem befinden sich der Lago Colico und der Lago Caburgua auf dem Gebiet der Gemeinde. Des Weiteren stehen in Cunco noch viele Araukarien, die im Reserva Biósfera Araucarias geschützt sind.

## Wirtschaft und Politik
In Cunco gibt es 228 angemeldete Unternehmen. Der aktuelle Bürgermeister von Cunco ist Alfonso Coke Candia von der sozialdemokratischen PPD. Auf nationaler Ebene liegt Toltén im 52. Wahlkreis, unter anderem zusammen mit Toltén, Villarica und Gorbea.

## Tourismus
Wichtige touristische Ziele sind vor allem die beiden Seen der Gemeinde, sowie der Parque Nacional Huerquehue, wobei der Zugang in den Nationalpark über die Kommune Pucón erfolgt. Daneben ist auch die Kapelle von San Conrado ein beliebtes Touristenziel, das 2015 sogar zu einem Monumento Historico ernannt wurde.

## Fotogalerie

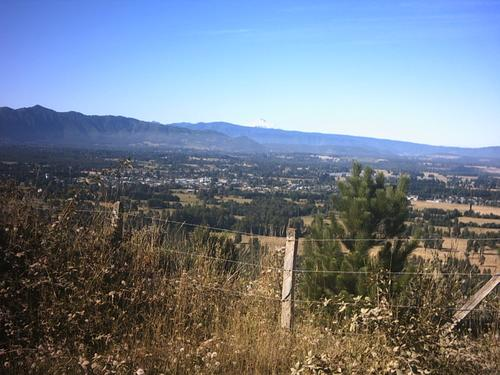
Blick auf Cunco
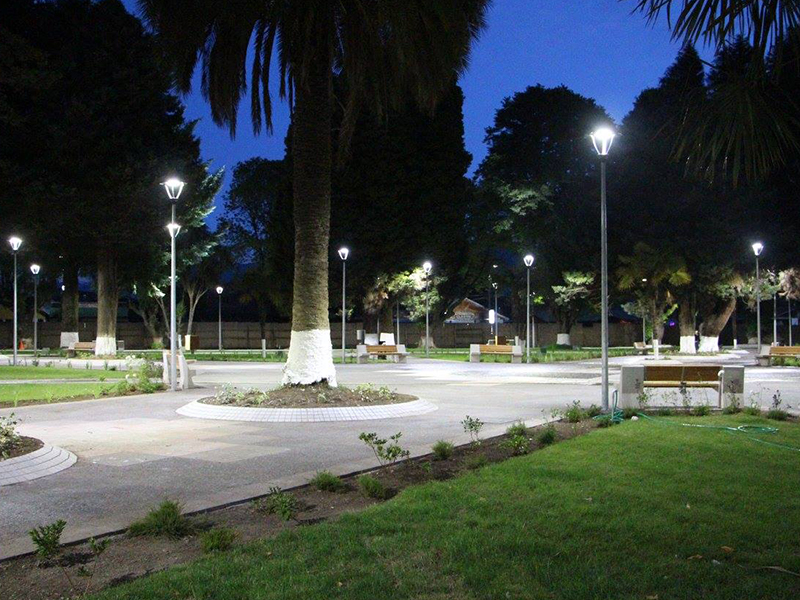
Plaza de Cunco
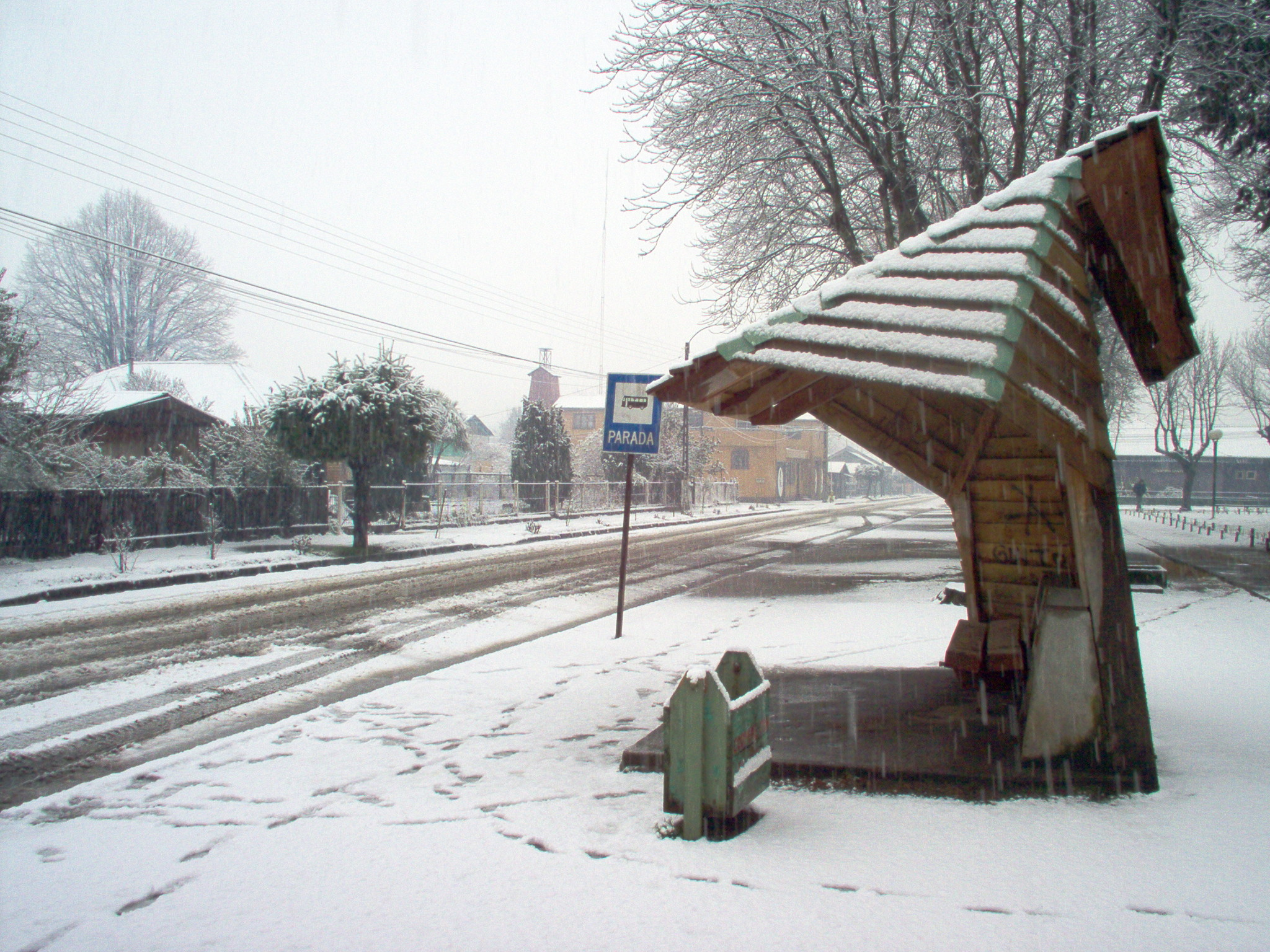
Winter in Cunco
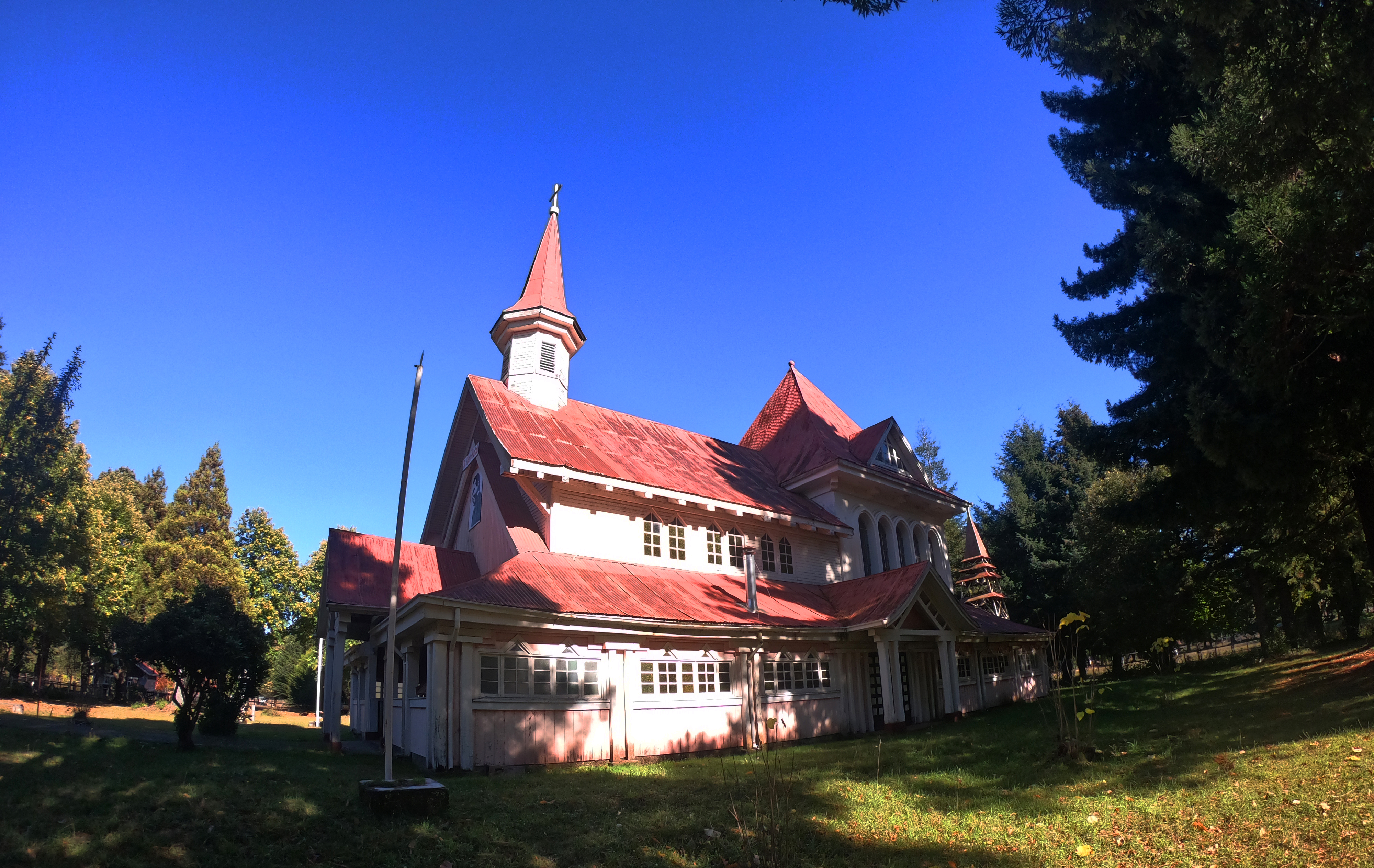
Die Kapelle von San Conrado
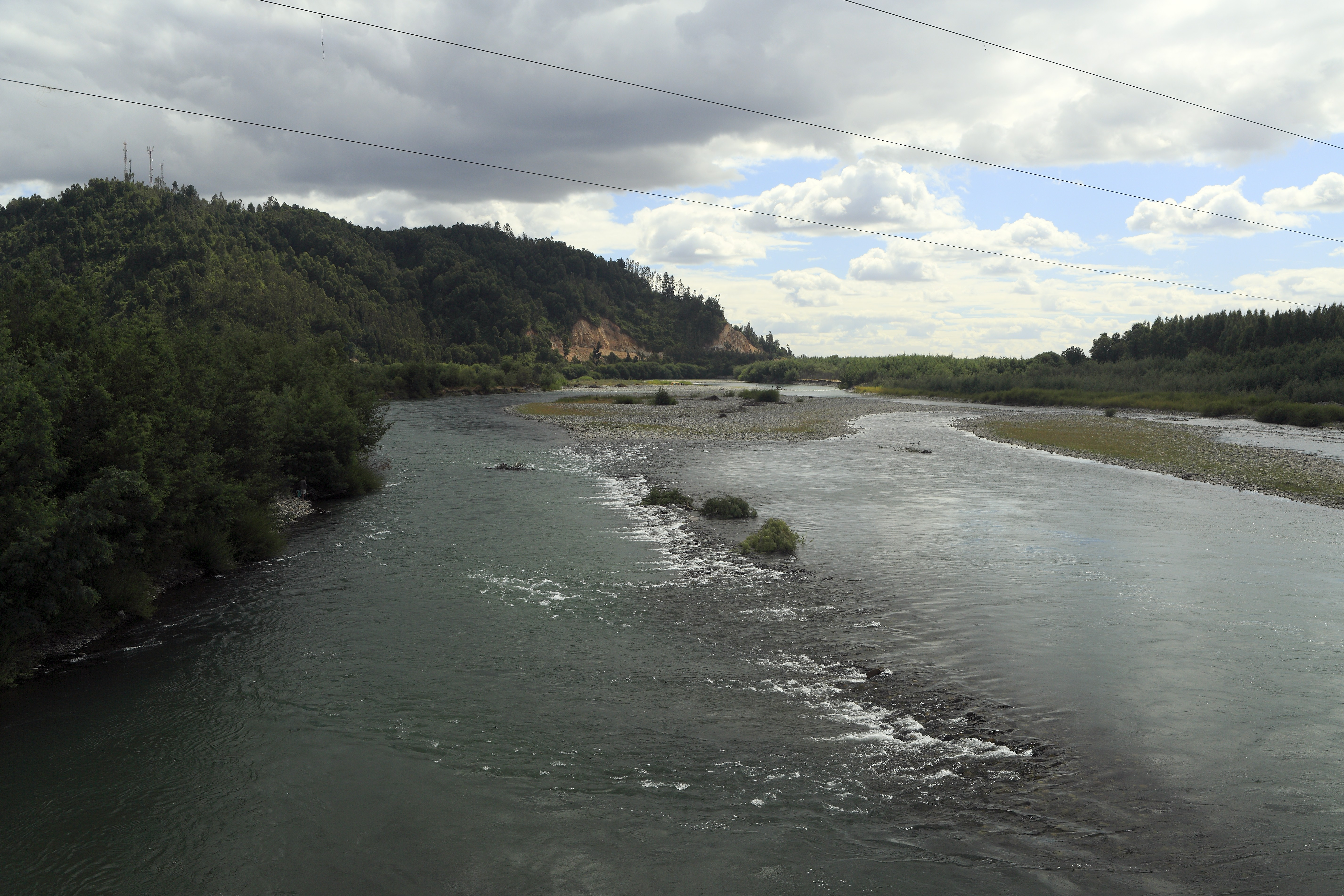
Der Río Allipén
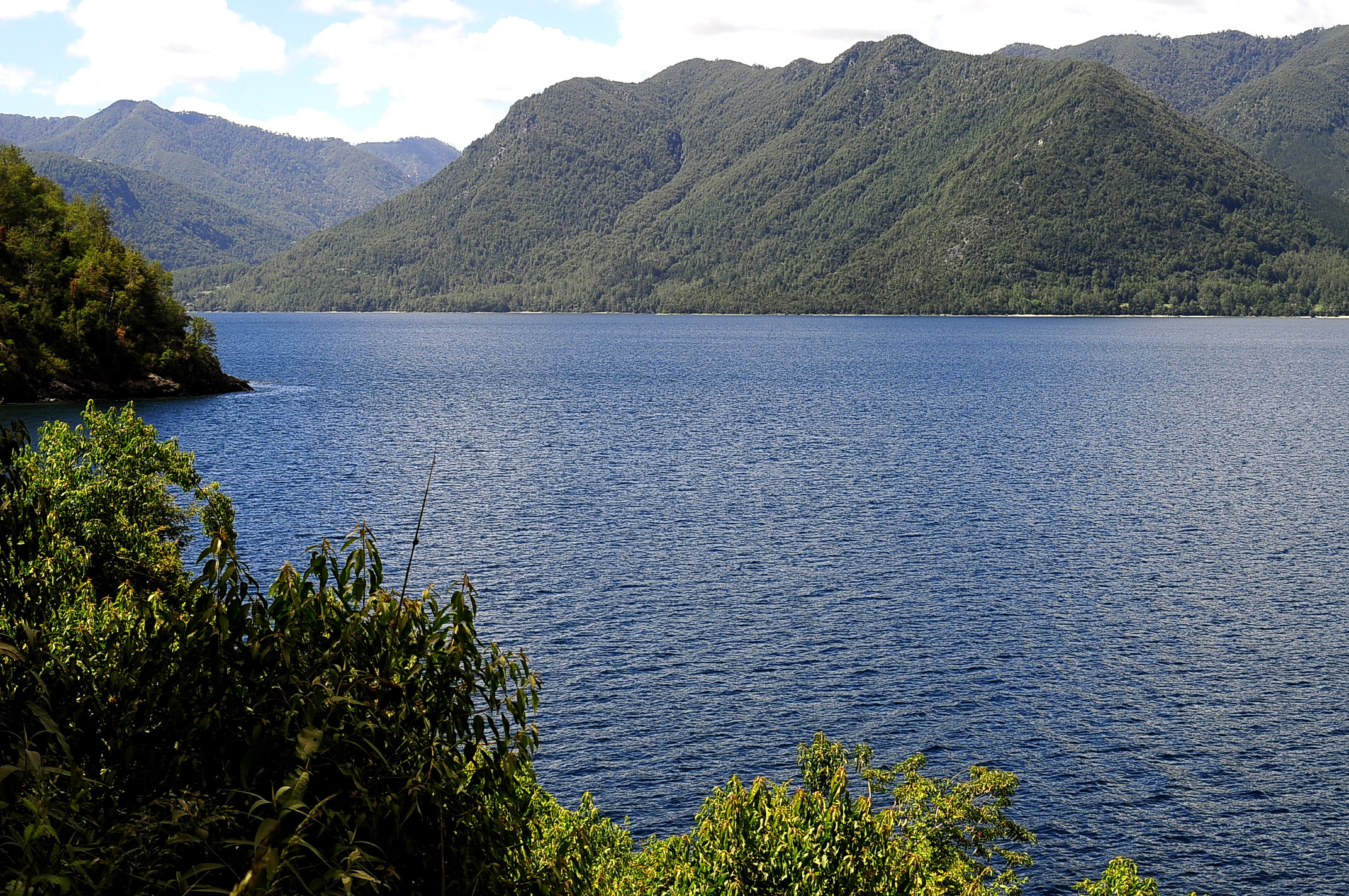
Blick auf den Lago Colico
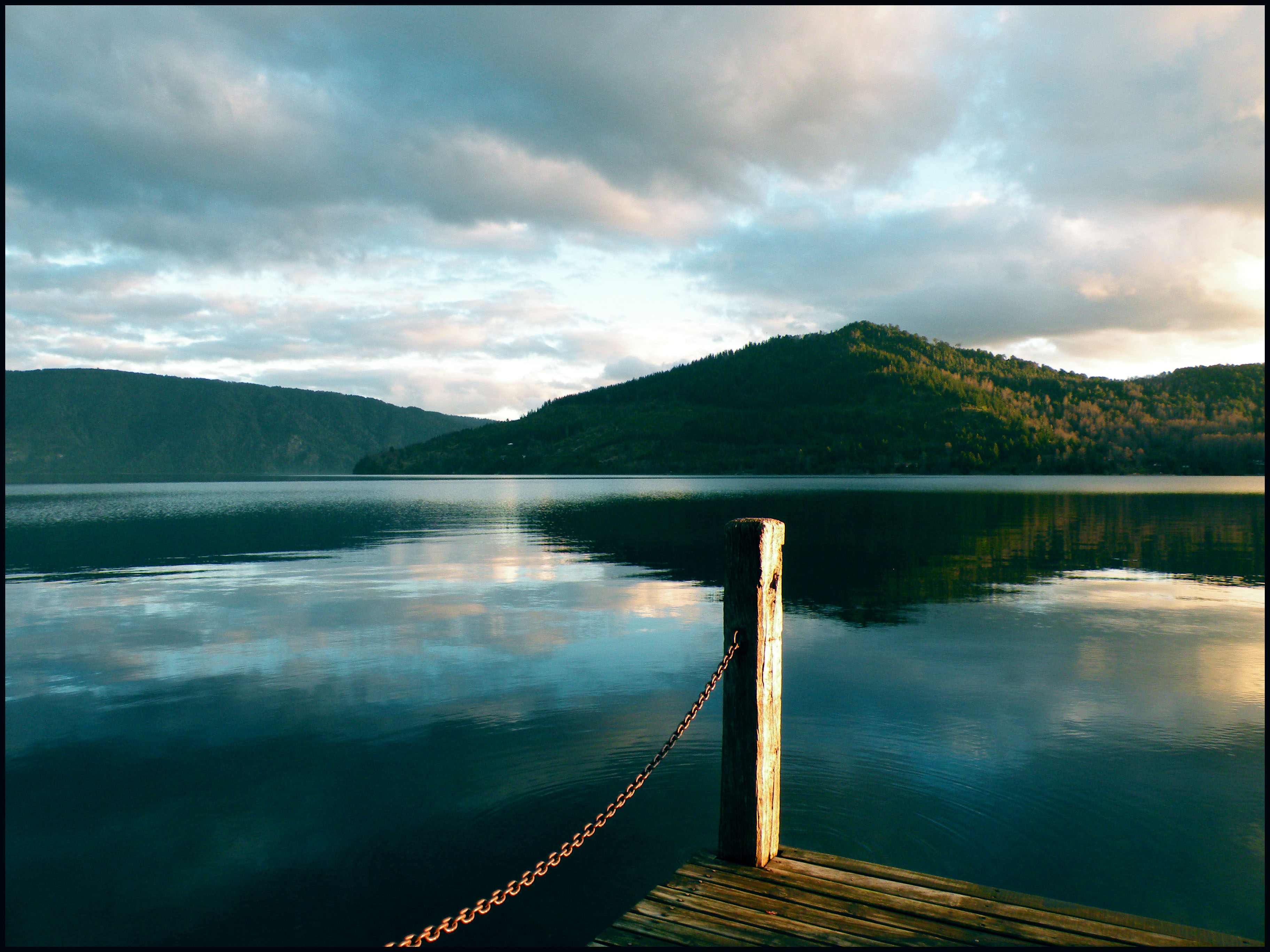
Pier am Lago Colico